# マルクスの二挺拳銃
『マルクスの二挺拳銃』（マルクスのにちょうけんじゅう、原題：Go West）は、1940年に製作・公開されたアメリカ合衆国の映画である。

## 概要
マルクス兄弟のメトロ・ゴールドウィン・メイヤー（MGM）専属第四作。監督は前作『マルクス兄弟珍サーカス』に引き続きエドワード・バゼル。共演は主に西部劇で活躍したジョン・キャロル、D・W・グリフィス作品などで知られるベテラン、タリー・マーシャルなど。

## あらすじ
クエンティン・クエールは、一山あてようとゴールドラッシュに沸く西部を目指す。彼は金鉱を求めて西部へ行くジョセフとラスティのパネロ兄弟に出会いセールスを試みるも逆にお金を巻き上げられてしまう。 
パネロ兄弟は、ダンという老人から、「死人の谷」という辺境の土地の権利書を10ドルで譲り受ける。ダンによると、その土地は40年前にターナーという詐欺師同然の男から無理やり売りつけられたという。一方、ダンの孫娘イヴとターナーの孫テリーは恋仲であるが、前述の事情によりダンに結婚を許してもらえない。そこで2人は「死人の谷」を東部の鉄道会社に高く売ってダンの怒りをおさめようとするが、事情を知らないパネロ兄弟は酒場の所有者のレッドに飲み代代わりに権利書を渡してしまう。パネロ兄弟と再会したクエールは鉄道会社の幹部ジョン・ビーチャーとの間を仲介して権利書を高く買い取らせようとするが、ビーチャーはレッドと共謀して権利書を奪い取る。 
クエールとパネロ兄弟は、テリーとイヴのために権利書を取り戻し、ニューヨークの鉄道会社に届けるのに手を貸す。 

## キャスト
| 役名                   | 俳優                       | 日本語吹替                             | 日本語吹替                                 |
| 役名                   | 俳優                       | NHK版                                  | ？版                                       |
| ---------------------- | -------------------------- | -------------------------------------- | ------------------------------------------ |
| クエンティン・クエール | グルーチョ・マルクス       | 千葉耕市                               | 肝付兼太                                   |
| ジョセフ・パネロ       | チコ・マルクス             | 藤村有弘                               | 加茂嘉久                                   |
| ラスティ・パネロ       | ハーポ・マルクス           |                                        |                                            |
| レッド・バクスター     | ロバート・バラット         | 細井重之                               | 細井重之                                   |
| ビーチャー             | ウォルター・ウルフ・キング | 大塚周夫                               | 西山連                                     |
| テリー・ターナー       | ジョン・キャロル           | 堀勝之祐                               | 筈見純                                     |
| イヴ・ウィルソン       | ダイアナ・ルイス           | 一条みゆ希                             | 沢田敏子                                   |
| ルルベル               | ジェーン・マクロイ         | 小谷野美智子                           |                                            |
| ダン・ウィルソン       | タリー・マーシャル         |                                        |                                            |
| 不明 その他            |                            |                                        | 花形恵子 加藤修 石井敏郎 中村美智子 藤本譲 |
|                        |                            |                                        |                                            |
| 演出                   |                            |                                        |                                            |
| 翻訳                   |                            |                                        |                                            |
| 効果                   |                            |                                        |                                            |
| 調整                   |                            |                                        |                                            |
| 制作                   | 制作                       |                                        | 東北新社                                   |
| 解説                   |                            |                                        |                                            |
| 初回放送               | 初回放送                   | 1979年12月30日 『アメリカ喜劇映画(2)』 |                                            |

## スタッフ
- 監督：エドワード・バゼル
- 製作：ジャック・カミングス
- 脚本：アーヴィング・ブレッチャー、バスター・キートン[2]
- 音楽：ジョージ・ストール
- 撮影：レナード・スミス
- 編集：ブランシュ・セーウェル
- 日本語版台本：佐藤一公（テレビ版1）